# Eburodacrys havanensis
Eburodacrys havanensis är en skalbaggsart som beskrevs av Louis Alexandre Auguste Chevrolat 1862. Eburodacrys havanensis ingår i släktet Eburodacrys och familjen långhorningar.
Artens utbredningsområde är:
- Costa Rica.
- Kuba.
- Honduras.
- Nicaragua.
- Panama.
- Paraguay.
- Venezuela.

Inga underarter finns listade i Catalogue of Life.